# Tanacetum gracile
Tanacetum gracile là một loài thực vật có hoa trong họ Cúc. Loài này được Hook.f. & Thomson miêu tả khoa học đầu tiên năm 1881.